# Lijst van nummer 1-hits in Noorwegen in 1964
Deze hits stonden in 1964 op nummer 1 in de VG-lista, de bekendste hitlijst in Noorwegen.
| Nummer | Week | Artiest                     | Titel                      |
| ------ | ---- | --------------------------- | -------------------------- |
| 47     | 1    | Cliff Richard & the Shadows | Don't talk to him          |
| 48     | 2    | The Beatles                 | She loves you              |
|        | 3    | The Beatles                 | She loves you              |
| 49     | 4    | The Beatles                 | I want to hold your hand   |
|        | 5    | The Beatles                 | I want to hold your hand   |
|        | 6    | The Beatles                 | I want to hold your hand   |
| 50     | 7    | The Swinging Blue Jeans     | Hippy hippy shake          |
|        | 8    | The Swinging Blue Jeans     | Hippy hippy shake          |
|        | 9    | The Swinging Blue Jeans     | Hippy hippy shake          |
|        | 10   | The Swinging Blue Jeans     | Hippy hippy shake          |
|        | 11   | The Swinging Blue Jeans     | Hippy hippy shake          |
|        | 12   | The Swinging Blue Jeans     | Hippy hippy shake          |
|        | 13   | The Swinging Blue Jeans     | Hippy hippy shake          |
| 51     | 14   | Wencke Myhre                | La meg være ung            |
|        | 15   | Wencke Myhre                | La meg være ung            |
|        | 16   | Wencke Myhre                | La meg være ung            |
|        | 17   | Wencke Myhre                | La meg være ung            |
|        | 18   | Wencke Myhre                | La meg være ung            |
| 52     | 19   | Jim Reeves                  | I love you because         |
|        | 20   | Jim Reeves                  | I love you because         |
|        | 21   | Jim Reeves                  | I love you because         |
|        | 22   | Jim Reeves                  | I love you because         |
|        | 23   | Jim Reeves                  | I love you because         |
|        | 24   | Jim Reeves                  | I love you because         |
|        | 25   | Jim Reeves                  | I love you because         |
|        | 26   | Jim Reeves                  | I love you because         |
|        | 27   | Jim Reeves                  | I love you because         |
|        | 28   | Jim Reeves                  | I love you because         |
|        | 29   | Jim Reeves                  | I love you because         |
|        | 30   | Jim Reeves                  | I love you because         |
|        | 31   | Jim Reeves                  | I love you because         |
| 53     | 32   | The Beatles                 | A hard day's night         |
| 54     | 33   | Jim Reeves                  | I won't forget you         |
|        | 34   | Jim Reeves                  | I won't forget you         |
|        | 35   | Jim Reeves                  | I won't forget you         |
|        | 36   | Jim Reeves                  | I won't forget you         |
|        | 37   | Jim Reeves                  | I won't forget you         |
|        | 38   | Jim Reeves                  | I won't forget you         |
|        | 39   | Jim Reeves                  | I won't forget you         |
|        | 40   | Jim Reeves                  | I won't forget you         |
|        | 41   | Jim Reeves                  | I won't forget you         |
| 55     | 42   | The Beatles                 | I should have known better |
|        | 43   | The Beatles                 | I should have known better |
| 56     | 44   | Roy Orbison                 | Oh, pretty woman           |
|        | 45   | Roy Orbison                 | Oh, pretty woman           |
|        | 46   | Roy Orbison                 | Oh, pretty woman           |
|        | 47   | Roy Orbison                 | Oh, pretty woman           |
|        | 48   | Roy Orbison                 | Oh, pretty woman           |
| 57     | 49   | The Beatles                 | If I fell                  |
|        | 50   | The Beatles                 | If I fell                  |
| 58     | 51   | The Beatles                 | I feel fine                |
|        | 52   | The Beatles                 | I feel fine                |
|        | 53   | The Beatles                 | I feel fine                |